# Clara Shortridge Foltz

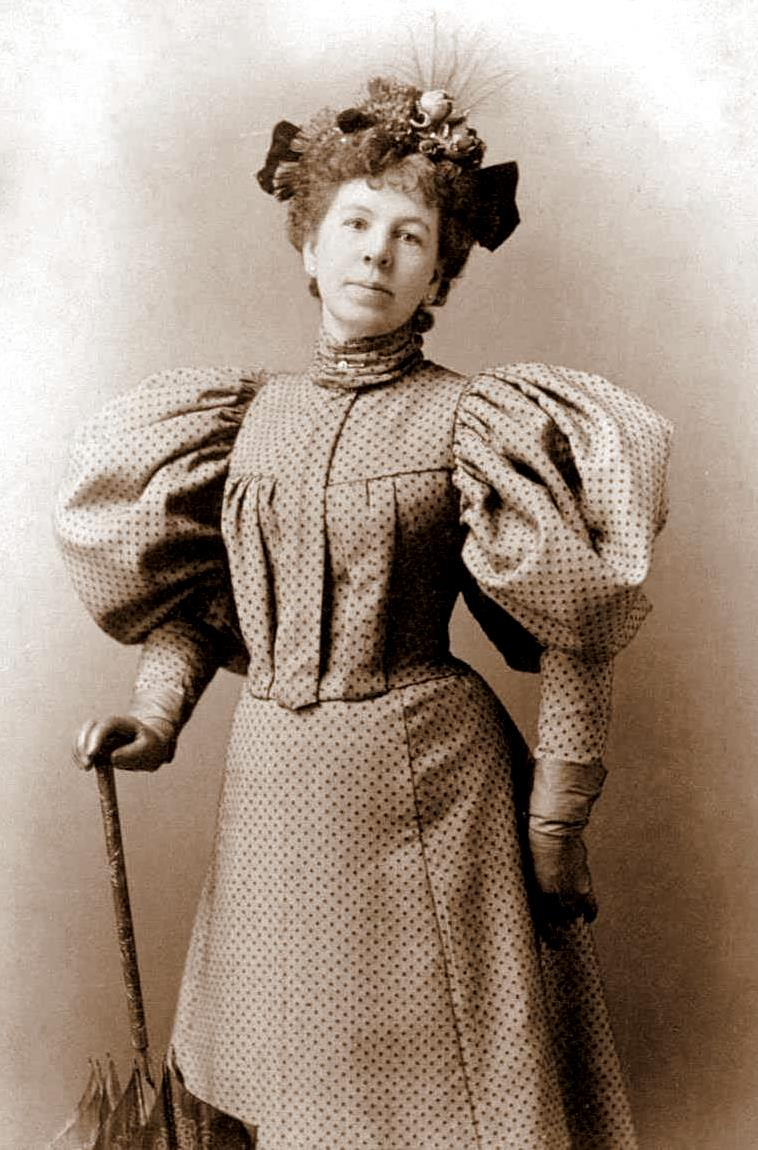
Clara Shortridge Foltz, um 1900

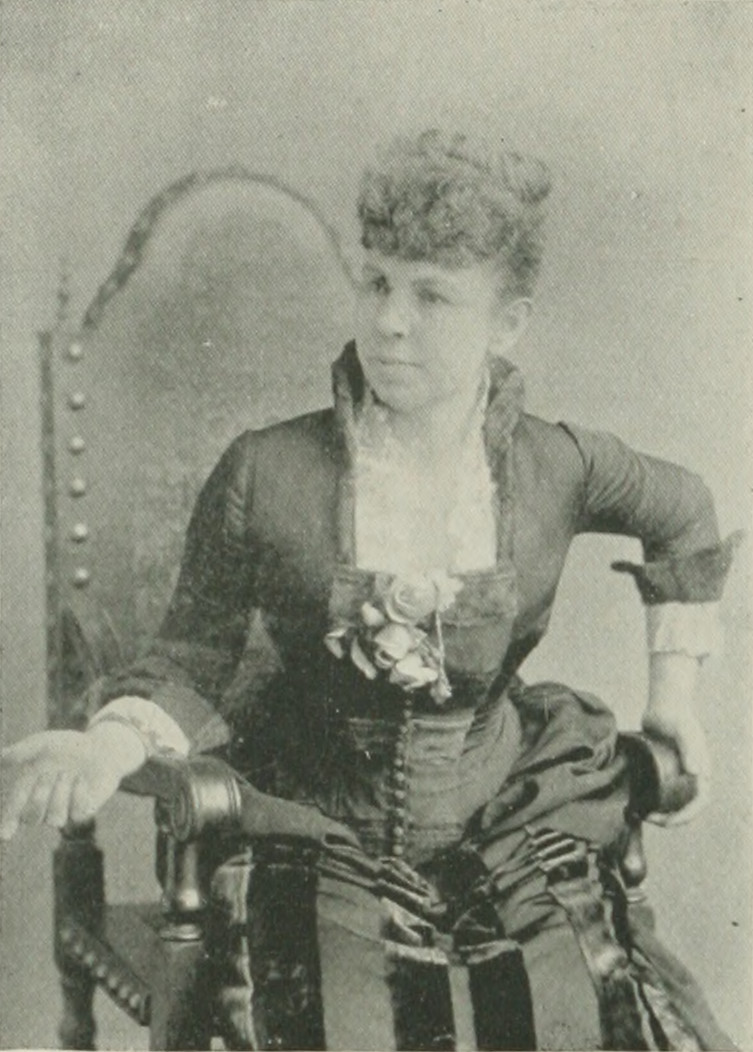
Clara Shortridge Foltz

Clara Shortridge Foltz  (* 16. Juli 1849 in Lafayette (Indiana); † 2. September 1934 in Los Angeles, Kalifornien) war eine amerikanische Anwältin. Sie war die erste Anwältin, die als Rechtsanwältin in Kalifornien zugelassen wurde.

## Leben und Werk
Foltz wurde als Clarissa Shortridge als einzige Tochter von Talitha und dem Anwalt Elias Willetts Shortridge geboren.  Vor dem Bürgerkrieg zog die Familie nach Mount Pleasant (Iowa), wo Foltz eine zu dieser Zeit seltene koedukative Schule besuchte. Anschließend unterrichtete sie als Lehrerin im nahe gelegenen Illinois. Im Dezember 1864 floh sie mit dem zehn Jahre älteren Unionssoldaten Jeremiah Foltz, heiratete ihn und bekam auf einer Farm in Iowa vier Kinder. In den frühen 1870er Jahren wanderte sie mit ihrer Familie, ihren Eltern und ihren vier Brüdern zuerst nach Oregon und dann 1872 nach Kalifornien aus, wo sie in San Jose ihr fünftes Kind bekam. Während dieser Zeit schrieb sie Artikel für die Zeitungen The New Northwest und San Jose Mercury. Um 1876 verließ ihr Mann sie und ihre fünf Kinder und sie wurde 1879 geschieden.

## Juristische Karriere

### Woman Lawyer's Bill
Sie begann ein Jurastudium im Büro eines örtlichen Richters, teilweise dank der Unterstützung der örtlichen Frauenrechtlerin Sarah Knox-Goodrich. Foltz wollte die Anwaltsprüfung ablegen, aber das kalifornische Gesetz erlaubte zu dieser Zeit nur weißen Männern Mitglieder der Anwaltskammer zu werden. Sie verfasste eine Gesetzesvorlage, die als Woman Lawyer Bill bekannt ist und weiße Männer durch Person ersetzte. Im September 1878 bestand sie als erste Frau die Prüfung und war die erste Frau, die als Rechtsanwältin in Kalifornien und als erste Anwältin an der gesamten Westküste der Vereinigten Staaten zugelassen wurde.

### Tätigkeiten als Anwältin
Um ihre Fähigkeiten zu verbessern, bewarb sie sich mit Laura de Force Gordon am Hastings College of the Law. Aufgrund ihres Geschlechts wurde beiden jedoch die Zulassung verweigert. Foltz und Gordon klagten und argumentierten vor dem Obersten Gerichtshof von Kalifornien und erreichten die Zulassung für Frauen am Hastings College of Law. Der kalifornische Verfassungskonvent von 1879, der von der Hastings-Klage beeinflusst wurde, verabschiedete zwei Klauseln, die Frauen den Zugang zu Beschäftigung und Bildung garantierten. Die erste Klausel verbot Beschränkungen für Geschäfte, Berufe oder Berufe, die auf dem Geschlecht beruhen. Die zweite verhinderte die Diskriminierung aufgrund des Geschlechts bei der Einstellung von Lehrkräften. Die Entscheidung kam jedoch zu spät für Foltz, die bereits eine vielbeschäftigte Anwältin war und ihre Familie unterstützte. Ihr Bruder Samuel M. Shortridge studierte am Hastings College of Law und wurde 1884 Anwalt.
1880 zog Foltz nach San Francisco. 1893 gründete sie dort den Portia Law Club, um Frauen auf die Anwaltschaft vorzubereiten, und unterrichtete im Laufe der Jahre häufig Rechtskurse in ihrem Büro. Von 1887 bis 1890 lebte sie in San Diego, wo sie die Tageszeitung San Diego Bee gründete und herausgab und als Anwältin für Immobilienrecht tätig war.
Nachdem sie Anfang der 1890er Jahre nach Nordkalifornien zurückgekehrt war, machte sie eine landesweite Vortragsreise, die in New York City endete. Sie lebte und praktizierte dort von 1896 bis 1899, wo sie versuchte, eine Karriere als Unternehmensanwältin aufzubauen. 1896 trat sie der Anwaltskammer bei und war die erste Frau, die vor den Stadtgerichten stritt. Sie gründete auch die Clara Foltz Gold Mining Company mit einer Gruppe prominenter Geschäftsleute und verklagte ein Restaurant, das sich weigerte, sie und ihre ältere Tochter Trella zu bedienen, weil sie keine männliche Begleitung hatten.

### Foltz Public Defender Bill
1893 vertrat sie die kalifornische Anwaltskammer beim Nationalen Kongress für Rechtswissenschaft und Rechtsreform auf der Weltausstellung in Chicago, wo sie ihr Konzept Public Defender Bill vorstellte. Ihr Konzept sah vor, dass ein öffentlicher Verteidiger ein Bezirksbeamter sein sollte, der alle Personen, die es sich nicht leisten konnten, einen Anwalt zu bezahlen, diese ohne Kosten verteidigen würde. Ein öffentlicher Verteidiger sollte auch bestimmte Qualifikationen erfüllen, ein Gehalt erhalten, klar definierte Aufgaben haben und für eine Amtszeit dienen. Sie führte eine lange Kampagne durch, bis 1914 das erste Amt für öffentliche Verteidiger in Los Angeles County eingerichtet wurde. 1921 verabschiedete Kalifornien ein landesweites Gesetz über öffentliche Verteidiger. Dieser Vorschlag wurde später in über dreißig Staaten angenommen und war eine ihrer größten Errungenschaften.

### Tätigkeiten in San Francisco und in Los Angeles
Nach einem kurzen Aufenthalt in Denver praktizierte sie wieder in San Francisco. Sie spezialisierte sich eine Zeit lang auf Öl- und Gasrecht und veröffentlichte das Fach- und Fachmagazin Oil Fields and Furnaces.  Als sie bei dem Erdbeben von San Francisco 1906 ihr Zuhause und ihr Büro verlor, zog sie nach Los Angeles, wo sie das letzte Drittel ihres Lebens verbrachte.
1910 wurde sie in die Staatsanwaltschaft von Los Angeles berufen und war damit von 1911 bis 1913 die erste stellvertretende Bezirksstaatsanwältin in den Vereinigten Staaten. Sie war weiterhin in der Wahlrechtsbewegung aktiv und verfasste den Women’s Vote Amendment für Kalifornien.
Von 1910 bis 1912 war Foltz das erste weibliche Mitglied des State Board of Charities and Corrections. Diese Stelle wurde ihr aufgrund ihrer langjährigen Bemühungen um Reformen im Strafverfahren und in der Gefängnisverwaltung verliehen, einschließlich der Ernennung von öffentlichen Verteidigern für bedürftige Angeklagte und der Trennung von jugendlichen Straftätern von erwachsenen Gefangenen. Sie war auch verantwortlich für Gesetze, die es Frauen erlaubten, als Vollstreckerinnen und Verwalterinnen von Nachlässen zu fungieren. Von 1916 bis 1918 veröffentlichte sie die Zeitschrift New American Woman und war bei der Gründung des  Women Lawyers 'Club in Los Angeles beteiligt.
Foltz starb im Alter von 85 Jahren in ihrem Haus in Los Angeles an Herzversagen und wurde auf dem Inglewood Park Cemeteryim Los Angeles County beigesetzt.

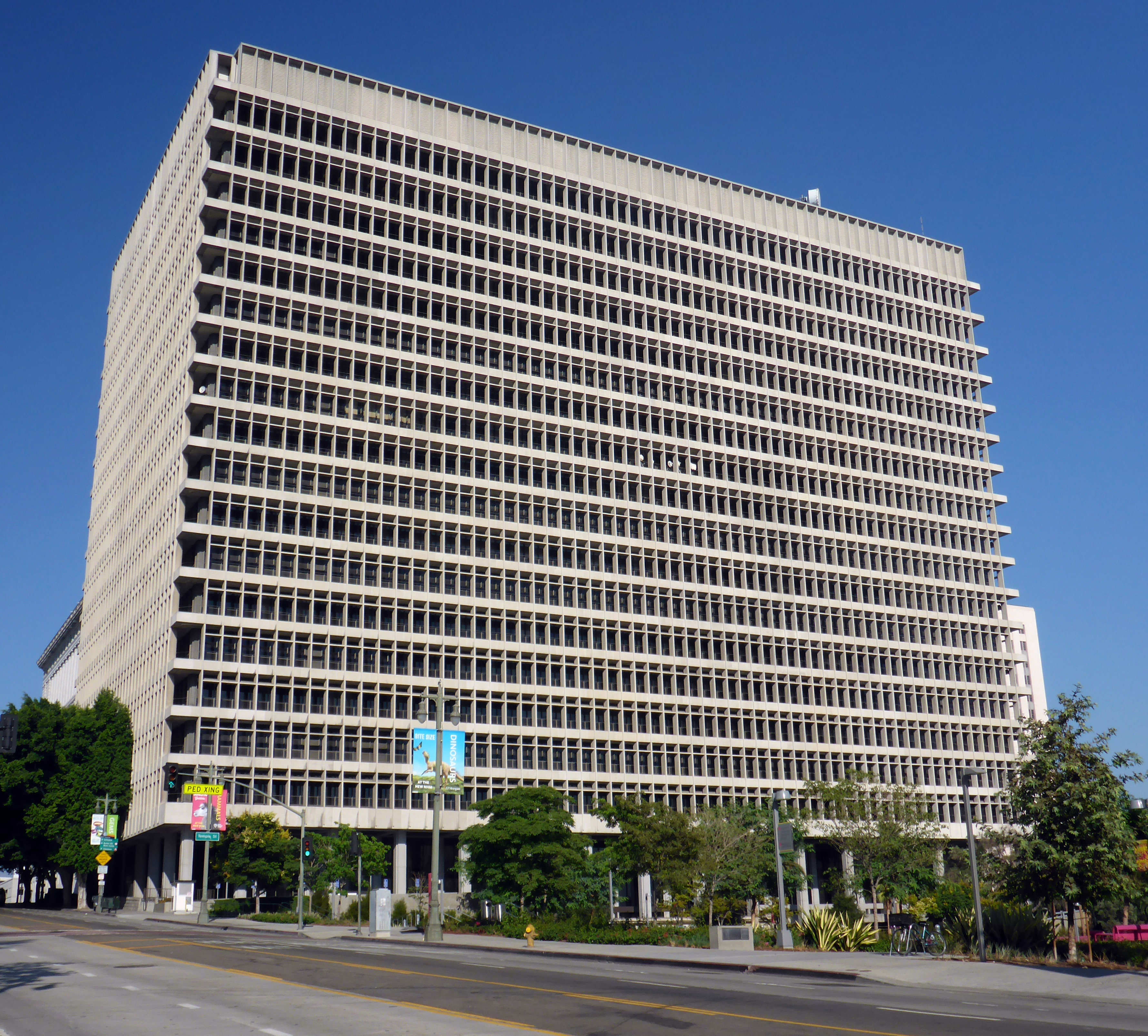
Clara Shortridge Foltz Criminal Justice Center in Downtown Los Angeles, California, 2014

## Ehrungen
- 1985 wurde der Clara Shortridge Foltz Award eingerichtet.[5]
- 1991 verlieh ihr das Hastings College of Law posthum einen Doktor der Rechtswissenschaften.
- 2002 wurde das Gebäude der Strafgerichte in der Innenstadt von Los Angeles in Clara Shortridge Foltz Criminal Justice Center umbenannt.